# Episodi di Jeeg robot d'acciaio

Hiroshi Shiba, l'uomo d'acciaio

La serie animata Jeeg robot d'acciaio è stata prodotta nel 1975 dalla Toei Animation su soggetto di Gō Nagai, lo stesso autore di UFO Robot Goldrake e Grande Mazinga, in 46 episodi di 22 minuti ciascuno.

È stata trasmessa in Italia per la prima volta nel 1979 su alcune TV locali.

## Episodi
| Nº | Titolo italiano Giapponese 「Kanji」 - Rōmaji |
| 1  | Il risveglio dei mostri 「世紀のマグネ・ロボット 鋼鉄ジーグ」 - seiki no magune. robotto kōtetsu jigu |
| 1  | Durante una gara di corse automobilistiche, il pilota Hiroshi viene coinvolto in un terribile incidente, ma ne esce miracolosamente incolume: com'è stato possibile? Intanto nelle profondità della Terra, in un'oscura grotta sotterranea statue di pietra si animano improvvisamente prendendo fattezze umane. La regina Himika, malvagia sovrana assoluta del popolo Yamatai, è ritornata in vita e fa rapire il professor Shiba, il padre di Hiroshi, per fargli dire tutto quello che sa sulla loro antichissima campana di bronzo, la quale è necessaria per fargli riacquistare tutta la forza e potenza di un tempo. Ma egli non cede in alcun modo alla violenza di Ikima e finisce per esser buttato giù da un dirupo. Ferito a morte, fa giusto in tempo a dare al figlio Hiroshi i guanti e la collana che in seguito dovranno servir per comunicare con lui: gli affida inoltre l'incarico di proteggere il mondo da questo nuovo terribile pericolo. Hiroshi è sorpreso dal sentirsi chiamare, attraverso il ciondolo della collana a forma di testa di Jeeg, dalla voce del padre; si dirige velocemente all'istituto antiatomico dove è stato convocato e qui viene al cospetto del computer al cui interno ha ripreso a "vivere" padre, ora esclusivamente come una coscienza virtuale priva di corpo. Qui gli viene raccontata la vicenda del ritrovamento della campana di bronzo, avvenuto anni prima durante uno scavo archeologico: le iscrizioni in essa parlavano d'una civiltà addormentata all'interno della roccia che un giorno si sarebbe risvegliata per riprender il legittimo possesso della propria antica terra. Il padre conclude rivelando a Hiroshi che lui stesso è Jeeg, un essere invulnerabile. Poco dopo arriva l'attacco di un mostro alla città, e Hiroshi corre con la sua motocicletta ad affrontarlo. Ancora senza capire bene quello che sta accadendo, mentre precipita nel vuoto colpito dal mostro, unisce le mani (così come gli ha ordinato il padre) e si trasforma in una testa; quella di Jeeg Robot. Miwa dalla navicella chiamata BigShooter gli lancia i componenti che lo completano e, formatosi totalmente, affronta e sbriciola il nemico dopo un accanito combattimento. Una vita nuova e misteriosa si prospetta davanti al campione di corse, destinato a proteggere e tentar di salvare il mondo dalle mire malvagie di conquista del regno di Himika. |
| 2  | Il rapimento di Mayumi 「宙よ立て ビルド・アップ!!」 - Hiroshi yo tate birudo. appu!! |
| 2  | Hiroshi si sta allenando duramente, supportato da Miwa. Nel frattempo Mayumi, l'adorabile sorellina di Hiroshi, appena tornata a casa trova tutto letteralmente sottosopra; qualcuno ha fatto irruzione in segreto perquisendo l'appartamento: improvvisamente un soldato di Himika appare dal nulla e porta via la povera bambina che grida disperata. Alla base antiatomica Hiroshi e la madre stanno avendo un'accesa discussione, quand'ecco fare capolino trafelati Miwa in compagnia di Shorty, giovane orfano che lavora come meccanico nell'officina gestita da Hiroshi: portano con sé un messaggio di Amaso, ministro di Himika, se non gli verrà consegnata la mitica campana che stanno tanto cercando, per Mayumi sarà la fine. Hiroshi corre in moto incontro ad Amaso ed inizia con uno dei suoi mostri un'aspra battaglia; ferito, viene portato in salvo e trasportato da Miwa alla Base. La signora Shiba, pur di salvare la figlioletta è disposta a sacrificarsi in sua vece. Ma il giorno seguente, ancora dolorante, Hiroshi si fa condurre da Miwa sul luogo dell'appuntamento e, con uno sforzo estremo, riesce a trasformarsi in volo, distruggere il nemico e salvare la vita all'adorata sorellina. |
| 3  | L'inganno di Mimashi 「出現！幻魔要塞ヤマタノオロチ」 - shutsugen! genma yōsai yamatanoorochi |
| 3  | Mimashi, ministro della Regina Himika, ha in serbo un piano per scoprire dove si trova la base di Jeeg; questo attraverso l'utilizzo di un pallone fasullo, al cui interno si nasconde in realtà un mostro haniba. Durante il trasloco da casa sua di vari oggetti appartenenti ad Hiroshi, il pallone viene accidentalmente smarrito. Ma il suo trucco non è definitivamente fallito, in quanto lì nei pressi sorge una scuola elementare. Un bambino si trova messo in disparte dai compagni perché si dimostra esser una frana nel giocare a basket: il pallone gli parla promettendogli di farlo diventare un grande campione, se solo seguirà i propri suggerimenti. Akira riesce in tal modo ad entrare e far parte del gruppo; ma la palla ora gli comanda di andare a casa di Hiroshi. Intanto alla base antiatomica vengono individuate delle onde magnetiche nemiche esattamente nei pressi dell'abitazione Shiba; Miwa col BigShooter si lancia in avanscoperta. Giunta sul luogo atterra e cerca di convincere il ragazzino a farsi consegnare lo strano pallone. Alla fine l'oggetto si tramuta in un terrificante mostro e dovrà intervenire prontamente Jeeg nel tentativo di salvar la situazione. |
| 4  | Missili perforanti 「必殺！マッハ・ドリルに命をかけろ」 - hissatsu! mahha. doriru ni inochi wokakero |
| 4  | Alla base antiatomica si sta studiando la realizzazione dei missili perforanti, utilizzabili in battaglia da Jeeg, mentre Hiroshi si dimostra abbastanza scettico; nello stesso momento due aerei militari vengono colpiti lì dove è stata ritrovata quella che a prima vista sembrerebbe una gigantesca statua del signore Buddha. Dopo aver preso vita, inizia a distruggere le fabbriche petrolifere. Hiroshi e Miwa accorrono ma vengono a trovarsi presto in serie difficoltà; la statua si rivela infine esser un mostro volante, come già era stato previsto da Dairi analizzandone alcuni frammenti radioattivi, e Jeeg ha un arduo compito davanti a sé. I missili perforanti appena attuati gli vengono mandati in soccorso; questi si uniscono alle sue braccia, la nuova arma si rivela indispensabile per battere il mostro Haniwa volante celato nell'ingannevole statua di Budda. |
| 5  | Macchie solari 「むちゃくちゃメカドン大奮戦」 - muchakucha mekadon dai funsen |
| 5  | Scende ora in campo anche il Mechadon, robot mascotte esattamente come il "Boss Robot" della saga di Mazinga. Un aumento esponenziale delle macchie solari sulla superficie dell'astro preludono ad una forte tempesta elettro-magnetica, e ciò può risultar esser un fatto negativo per il perfetto funzionamento di Jeeg. Intanto Don e Pancho vogliono costruire un proprio robot meccanico da affiancare a Jeeg ed utilizzano a tal scopo vecchi pezzi di metallo in disuso trovati in discarica; proprio da lì sotto spunta ad un tratto un mostro Haniwa. La tempesta solare è al suo apice e Jeeg non può unirsi, Hiroshi si trova così costretto a combattere con la sola testa, la quale finisce per esser fatta prigioniera. Arriva allora il Mechadon ma anche per lui la situazione volge presto al peggio; per fortuna la tempesta solare sta terminando, così ché Jeeg può tornare al massimo della sua forza e sbriciolare il mostro. |
| 6  | Formula 1 「少女よ歩け明日に向って！」 - shōjo yo aruke ashita ni mutte! |
| 6  | Si sta svolgendo una gara di Formula 1 e Don, Hiroshi ed il loro amico Shikawa stanno partecipando; quest'ultimo ha una figlia disabile in carrozzina, Kie. Nel bel mezzo della corsa esca da sottoterra un mostro Haniwa, per scomparire poco dopo misteriosamente; Shikawa è rimasto però seriamente contuso. In ospedale l'uomo racconta che è stato lui a causare l'incidente in cui la sua bambina ha perduto l'uso delle gambe: per far eseguire l'operazione che può guarirla occorrono molti soldi ed è per questo che continua a partecipare alle corse più spericolate. Hiroshi prova ad aiutare Kie, affranta e immotivata dalla vita, ridandole fiducia e coraggio: deve trovar innanzitutto dentro se stessa la forza per tornare a camminare, è questo che il ragazzo cerca di inculcare alla bambina. Ma dopo un diverbio ella scappa in cima ad una collina, e proprio qui riappare il mostro; fortunosamente il Mechadon riesce a portarla in salvo. Arriva Jeeg ma il mostro riesce a riempire di cicatrici il suo corpo d'acciaio usando una specie di alabarda/falce. Miwa lancia dal Big Shooter il bazooka (una nuova arma appena messa a punto), Jeeg l'aggancia al volo e disintegra il mostro, ma fa appena in tempo a mettersi in piedi che crolla sfinito innanzi a Kie. Ma è proprio lei, con le lacrime che le sgorgano copiose sulle guance, a mettersi in piedi e fare un primo passo verso di lui: "Jeeg, cammina, fallo per me!" Ed egli, col corpo martoriato dalla battaglia, si rialza e le cammina incontro, mentre Miwa vola in cerchio sopra loro. |
| 7  | Radioattività 「燃える命をシュートしろ」 - moe ru inochi wo shuto shiro |
| 7  | Miwa viene mandata da sola (difatti Hiroshi si rifiuta categoricamente di perdere tempo in questa maniera) ad ispezionare il porto, dov'è stato riscontrato un forte aumento di radioattività; purtroppo la ragazza viene colpita da una fonte sconosciuta d'energia e ritorna al laboratorio ferita ed in preda alla febbre, è stata difatti contaminata dalle radiazioni. Appare il mostro che cerca di avvelenare tutte le fonti d'acqua; Hiroshi accorre sul luogo ma senza il supporto del BigShooter può fare ben poco e viene anzi portato in salvo dal Mechadon, il quale finisce però anch'esso ben presto distrutto. Tornato alla base ferito, Hiroshi viene a conoscenza dello stato di salute allarmante di Miwa; non potrà più contare sul suo aiuto e questo è un guaio per tutti. Ma la ragazza giunge barcollante e convince Hiroshi a partire insieme; frattanto il mostro è ricomparso nei pressi di una diga, con l'intento di distruggerla. Jeeg si difende con difficoltà e solo per il provvidenziale aiuto che gli viene da Miwa (taglia la testa al mostro con un'ala della navicella) riesce alla fine a spuntarla. Nell'episodio è anche raccontata la storia della promessa di Miwa di divenire pilota del Big-Shooter. |
| 8  | La sfida di Don 「男の対決と友情」 - otoko no taiketsu to yūjō |
| 8  | Don e Hiroshi si sfidano in una gara acrobatica con le loro motociclette, a seguito però d'un suo trucco il povero Hiroshi battendo violentemente il capo su una pietra; spaventato dalle possibili conseguenze Don scappa lasciandolo abbandonato privo di sensi sul terreno. In città è intanto apparso un nuovo mostro, Hiroshi riesce a stento a trasformarsi in Jeeg ma ha molte difficoltà a combattere, per crollar infine svenuto a terra. Miwa riesce fortunosamente a recuperarlo dal campo di battaglia e trasportarlo in fretta e furia all'ospedale, ove gli viene diagnosticata una grave lesione al nervo ottico e che lo costringerà ad un lungo periodo d'inattività e riposo assoluto. Don, venuto a sapere quel ch'è successo si sente profondamente in colpa ed abbattuto. A Miwa a questo punto non rimane altro che partir da sola per cercar di fermar come meglio può l'opera di distruzione del mostro; viene presto supportata da Don che a bordo del suo scassatissimo robot cerca d'aiutarla. Hiroshi, a letto impotente, decide di portar soccorso a Miwa anche trovandosi in stato di cecità; correndo in mezzo ad una forte tempesta viene improvvisamente colpito da un fulmine e ciò gli fa incredibilmente recuperare la vista che credeva perduta per sempre. Può in tal modo finalmente abbattere il nemico. |
| 9  | S.O.S. Big Shooter 「激突！ビッグ・シューター出撃不能！」 - gekitotsu! biggu. shuta shutsugeki funō! |
| 9  | Un'improvvisa scossa di terremoto coglie del tutto impreparata Mayumi che si trova in gita scolastica con i compagni proprio nei pressi dell'epicentro; Hiroshi e Miwa vi si dirigono velocemente, rispettivamente con la moto ed il BigShooter. Ma appena giunti il mostro ch'era stato alla causa del sommovimento tellurico scompare: è stato tutto un inganno per riuscire a conoscere il luogo di decollo della navicella pilotata da Miwa. Quando il mostro riappare ecco che l'astronave di Himika (Orochi, equipaggiata con teste di drago sputafuoco) si piazza sopra il lago per impedir l'uscita del BigShooter, Hiroshi si ritrova in tal modo ad affrontare il mostro Aniba solamente nelle fattezze di "testa di Jeeg"; riesce comunque a metterlo in difficoltà. Amaso, contro l'opinione di Ikima, abbandona il lago per andare a portar soccorso al mostro. In un attimo Miwa riesce ad uscir dal tunnel sottomarino e a decollare, giunge velocemente nel luogo della battaglia e lancia i componenti che completano Jeeg, il quale può così infine distruggere il mostro. |
| 10 | La principessa delle nevi 「絵本から消えた雪女！」 - ehon kara kie ta yukionna! |
| 10 | La dolce Mayumi desidererebbe tanto incontrare la principessa delle nevi, protagonista d'una favola che ha da poco letto. Si dirige pertanto dentro al bosco; sente poco dopo un flauto suonare, è quello della principessa. Questa giunge poco dopo invitando la bambina a seguirla al suo castello. Nel frattempo la signora Shiba preoccupata per l'assenza della figlioletta chiede ad Hiroshi d'andar a cercarla. In realtà la principessa è ricattata da Mimashi: se vuole aver salva la vita dovrà cercar in tutti i modi di eliminare Hiroshi. Il ragazzo infine vede Mayumi attraversare il grande lago ghiacciato che conduce al palazzo della principessa e si mette senza esitazione alcuna al suo inseguimento. Quando però giunge in mezzo al lago il ghiaccio si rompe facendolo cadere in acqua; la principessa però non ha cuore di ucciderlo e permette a Miwa di portarlo in salvo. A questo punto, incarcerata come traditrice, dopo una severa punizione le viene concessa un'ultima possibilità di riscatto: se non riesce ad annientare Hiroshi sarà inevitabilmente la sua fine. Mayumi vuole tornare dalla principessa e si fa accompagnare sul Mechadon di Don e Pancho; il suono del magico flauto li avvolge all'interno della foresta. Giunge Jeeg che affronta la donna, ma Mayumi si slancia coraggiosamente in sua difesa: Himika non esita allora a trasformarla in mostro e a farla combattere fino alla fine contro Jeeg. |
| 11 | Lotta senza quartiere 「死闘！ビルド・ベース攻防戦」 - shitō! birudo. besu kōbōsen |
| 11 | Il professor Dairi è preoccupato per il fatto che Himika è giunta a scoprire il sito ove si trova la base antiatomica, questo è un serio pericolo per tutti ed egli tenta di trovar una contromossa efficace. Hiroshi intanto sta pescando in riva al lago in compagnia di Don e gli altri; si presenta Miwa che lo redarguisce per non essere in stato d'allerta come tutti gli altri membri dell'équipe di Dairi. Mentre stanno discutendo animatamente, ecco che un gorgo ingoia Don che si trovava in barca al centro del lago ed Hiroshi si lancia in suo aiuto; la causa è un mostro Aniba che sta cercando di entrar nella base, tutto questo mentre Hiroshi ha perduto i sensi sott'acqua. Giunto nella sala di lancio del BigShooter inizia a distrugger tutto quel che si trova dinnanzi; Miwa riesce con difficoltà a farlo allontanare dopo aver preso il volo solo con un pezzo della sua navetta. Uscito dal lago dopo ore, quando ormai già tutti lo davano per bello e spacciato, Hiroshi corre alla base ed ha un altro duro scontro con Miwa che non crede al suo incidente. Poco dopo il mostro torna all'attacco partendo questa volta da sottoterra e i due ragazzi si ritrovano costretti di necessità a collaborare per poter dar forma a Jeeg e sventare il pericolo. |
| 12 | Prigioniero di Himika 「耐えろ宙 勝利はお前のものだ !!」 - tae ro Hiroshi shōri hao mae nomonoda!! |
| 12 | Hiroshi prende a schiaffi severamente la piccola Mayumi che s'è permessa d'indossare i suoi guanti senza chiedere il permesso; il ragazzo sospetta sempre più di essere diverso dagli altri, non solo per la capacità di trasformarsi grazie ai guanti ma anche per il segreto della campana di bronzo celato dentro di lui e che gli dona l'invincibilità. Un mostro appare in città ed appena Hiroshi interviene in sua difesa viene catturato da Amaso, portato all'interno della nave di Himika e messo ai ferri: il mostro intanto mette sotto assedio la base antiatomica, che si arrabatta per difendersi aiutata anche dal Mechadon. Pur sotto tortura Hiroshi non svela nulla al nemico e, dopo esser riuscito a liberarsi fugge. Arriva appena in tempo, Miwa gli lancia i componenti e ancora una volta, trasformatosi in Jeeg, riesce a battere il nemico dopo una lotta senza quartiere. |
| 13 | Nessun compromesso 「吠えるヒミカ！地獄の復讐！」 - hoe ru himika! jigoku no fukushū! |
| 13 | Il professor Shiba continua a rifiutarsi di rivelare al figlio il mistero della sua natura sovrumana; nel frattempo uno scienziato viene fatto rapire da Himika e costretto a parlare al mondo a nome della regina, per cercar di convincere gli umani ad accettare il suo dominio. Si viene così a scoprire il passato del regno Yamatai, la civiltà precedente a quella attuale costretta a rifugiarsi sottoterra in stato di sospensione vitale. Allo scienziato viene inoltre ordinato di chiedere la restituzione immediata della campana di bronzo, solo se ciò avviene potrà tornare la pace nel paese. Dopo l'ovvio rifiuto ricevuto dai colleghi scienziati, l'uomo volontariamente sceglie di tornar da Himika per portarle la risposta negativa ottenuta; questo nonostante tutti lo sconsiglino vivamente di compiere un tal imprudente passo. Miwa decide di seguirlo dall'alto nel tentativo di proteggerne l'incolumità, ma nulla può contro la nave di Himika la quale, rifiutando ogni compromesso non esita ad ucciderlo: lo scienziato muore tra le braccia di Hiroshi, le sue ultime parole sono a favore della trattativa e contro la guerra ad oltranza. Subito dopo il professor Shiba gli rivela la sua natura. Il ragazzo prende i comandi del BigShooter precipitato con Miwa svenuta all'interno e si dirige verso la base: grazie a Jeeg ancora una volta l'estremo pericolo viene scongiurato. |
| 14 | All'ultimo istante 「目覚めろジーグ 怒りの反撃！」 - mezame ro jigu ikari no hangeki! |
| 14 | Hiroshi è sconvolto dopo aver scoperto la sua diversità e tratta male la sorellina; l'esercito di Himika si porta sulla pista da corsa dove si sta esercitando e fanno prigioniere Miwa e Mayumi che si trovano lì ad assistere: deve così intervenire per poterle trarre in salvo. In uno stato di perenne agitazione si sfoga poi con Miwa, la quale però non esita a rimproverarlo, accusandolo di non aver la capacità di assumersi la responsabilità del proprio stato. Nel frattempo una violenta tempesta si abbatte sulla base di Dairi, all'interno della quale si cela la nave di Himika: Hiroshi, ancora del tutto impreparato ad accettare la diversità di cui è portatore, viene preso in ostaggio durante un suo momento di distrazione. Anche Miwa, subito corsa in suo aiuto, viene catturata. Il mostro Aniba già si trova nei sotterranei della base e si appresta a distruggere tutto, quando Hiroshi viene miracolosamente librato grazie al Mechadon: trasformatosi in Jeeg attacca il nemico e costringe l'astronave della regina ad una precipitosa ritirata. La base antiatomica, pur semidistrutta, è salva. |
| 15 | Sangue blu 「メカドン涙の空中飛行！」 - mekadon namida no kūchū hikō! |
| 15 | Don, aiutato a modo suo da Pancho, sta provando tutte le maniere per riuscir a far volare il Mechadon; alla fine spazientito Don licenzia l'aiutante capace, a suo dire, di fargli far rimediar solo insuccessi. Poco dopo giunge un vecchio signore alla ricerca proprio di Pancho affermando che questi è l'erede di un principe. Nel frattempo a seguito d'uno scontro con uno dei mostri inviati da Himika Miwa rimane ferita; Hiroshi riesce a stento a portarla in salvo. Fino a quando non si rimetterà in sesto la base rimarrà del tutto sguarnita di difese; l'apporto del Big Shooter è difatti indispensabile per Jeeg. Intanto Pancho torna da Don e a questo punto le parti tra i due si rovesciano, con il primo che comanda a bacchetta il secondo. Il mostro torna all'attacco e per permettere a Jeeg di uscire si pensa di provar a lanciar i componenti direttamente dalla base, anche se è una cosa che non si è mai tentata prima; poi giunge anche il Mechadon a dar una mano. Miwa e Hiroshi partono col Big Shooter ma, appena questi s'è lanciato la ragazza sviene dallo sforzo e dev'essere aiutata dal Mechadon accorso appena in tempo. Ripresasi lancia senza esitazione i componenti e Jeeg può così entrare in azione; come ultimo atto si scopre che Pancho non è affatto un principe come s'era creduto fino ad allora, ma essendosi comportato lo stesso in modo eroico salvando la vita a Miwa viene "perdonato" da Don. |
| 16 | Prigioniero di un sogno 「最強幻人プレス作戦」 - saikyō maboroshi nin puresu sakusen |
| 16 | Hiroshi ha degli incubi frequenti che non lo lasciano riposare tranquillamente; la sua innata diversità rispetto a tutti gli altri continua difatti a tormentarlo senza requie. La piccola Mayumi ha un amico di penna, un ragazzo che abita col nonno in un villaggio all'interno del paese, alle pendici d'un vecchio vulcano: da un po' di tempo a questa parte gironzolano strani personaggi che, a volte, finiscono per scomparire sottoterra. Don, saputolo, parte subito in ricognizione col Mechadon. Alla base si capta la comparsa d'un nuovo mostro ed Hiroshi e Miwa vi si dirigono immediatamente: il fatto è accaduto esattamente nei pressi del villaggio dell'amico di Mayumi, il mostro è ancor mancante della parte inferiore ma anche così è temibile. Solo il suo ritiro salva Jeeg, difatti Hiroshi continuamente assillato dall'angoscia datagli dalla presa di coscienza d'esser un robot e non un essere umano normale, si è battuto molto male rischiando anche d'esser sconfitto. A seguito d'uno strano sommovimento sotterraneo tutti si portano nuovamente in zona; il Machadon vien e aggredito da Amaso ed uno dei suoi soldati lancia una spada contro Hiroshi: solamente il provvidenziale intervento del ragazzino amico di Mayumi (che si chiama Saburo) lo salva, rimanendo però ferito al posto suo. Riappare il mostro, questa volta però completo anche della sua parte inferiore ma stavolta Hiroshi, rimasto profondamente colpito dal valore e fiducia dimostrata nei suoi confronti da Saburo, scaccia i suoi complessi e riesce ad aver la meglio. Molto faticosamente e con l'aiuto del Mechadon che rimane però letteralmente distrutto sul campo di battaglia. |
| 17 | Mechadon 2 「がんばれ！メカメカメカドン号」 - ganbare! mekamekamekadon gō |
| 17 | Don, con l'aiuto di Pancho, sta approntando il Mechadon 2 in sostituzione del primo prototipo andato distrutto dopo l'ultimo combattimento; decidono di andare da Dairi a chiedere aiuto il quale, dopo molte insistenze, cede ed accetta di crear per loro un progetto adatto. Al termine del duro lavoro si presenta loro davanti un tipo che afferma d'esser uno scienziato esperto di robotica, e s'offre di collaborare. Il presunto collega di Dairi (in realtà Mimashi mimetizzato) conclude che manca, per rendere davvero invincibile il loro 2º Mechadon, un meccanismo che si trova invece inserito nel Big Shooter; i due scapestrati amici s'introducono allora di nascosto all'interno dell'hangar dove si trova la navicella pilotata da Miwa, ne forzano l'ingresso e s'impadroniscono dell'"amplificatore di potenza". Il giorno dopo appare un mostro, e al momento di dover lanciare i componenti alla testa di Jeeg tutto il meccanismo si blocca ed il Big Shooter inizia a precipitare; Miwa riesce comunque ad eseguire l'operazione pur correndo gravi rischi. Intanto arriva in aiuto anche il nuovo Mechadon: grazie al suo intervento Jeeg miracolosamente evita d'esser fatto a pezzi. Don e Pancho riescono in tal modo a riscattarsi dall'insana azione commessa. |
| 18 | Transfert di memoria 「恐怖！侵入する狐火！」 - kyōfu! shinnyū suru kitsune hi! |
| 18 | Lungo la strada che costeggia il mare s'è appena verificato un misterioso incidente, un camion ha sbandato uscendo di carreggiata; Hiroshi, Miwa e il Mechadon vi si dirigono velocemente. Quest'ultimo però non fa in tempo a controllare com'è la situazione che viene preso di mira, del tutto alla sprovvista, da una strana "gelatina vivente". Il giorno successivo il giovane Shorty, mentre sta revisionando la moto di Hiroshi, nota sulle ruote tracce della stessa sostanza; viene subito portata alla base per svolgervi gli esami di laboratorio di rito. Contemporaneamente l'équipe di Dairi sta trasferendo tutti i dati vitali appartenenti alla "coscienza computerizzata" di Shiba in una navicella volante la quale, in caso di pericolo, può così staccarsi dalla base stessa e mettersi in salvo. Ma durante l'operazione uno dei collaboratori di Dairi viene aggredito ed ucciso, la stessa Miwa sfugge per miracolo dalla viscida gelatina che ha iniziato a muoversi autonomamente lungo i corridoi. Anche la chiusura ermetica delle porte di sicurezza d'acciaio sembra non servire, infatti la sostanza si trasforma in un mostro Aniba ed inizia a distruggere tutto quel che incontra davanti a sé. Hiroshi intanto, attaccato dall'astronave di Himika lungo la strada che porta alla base, perde il controllo della sua moto e cade rovinosamente sul terreno perdendo conoscenza. La situazione è drammatica, ma Don e Pancho riescono a far rinvenire Hiroshi appena in tempo per permettergli di diventare Jeeg ed andar in soccorso di Dairi, il quale decide di tentar il tutto per tutto per riuscir a trasportare la memoria/coscienza di Shiba dal computer interno alla base alla navicella, a costo della sua stessa vita. Il mostro riesce a giungere fino alla sala computer, per fortuna un attimo troppo tardi, difatti il trasferimento dati ha avuto successo: Jeeg riesce a liberarsi del mostro mettendo poi in fuga i nemici, lasciando la base antiatomica rovinosamente in macerie, Dairi ferito ma soddisfatto del successo ottenuto. |
| 19 | Il cavaliere senza macchia e senza paura 「甦れ！運命のハニワ幻人」 - gō,?easofuso,ho.ma.hi.?ukusohe |
| 19 | Himika decide di richiamare in vita il valoroso Takeru, antico guerriero dell'impero Yamatai, che dorme da secoli nel profondo abisso. Pur promettendole subito obbedienza e fedeltà, Takeru dimostra però insofferenza per l'ennesima guerra e per il sangue inutilmente versato: il suo unico grande desiderio che gli è rimasto è quello di poter ritrovare la sua compagna perduta Miyazu. Ma dopo esser stato accusato di vigliaccheria il suo orgoglio si risveglia di colpo ed Himika gli ordina di sconfiggere definitivamente Jeeg. Trasformato così in un mostro Aniba, mette facilmente fuori combattimento il Mechadon e blocca il Big Shooter con la sola forza delle braccia; ma appena scorge al suo interno Miwa svenuta, ecco che la prende con sé scomparendo poi immediatamente sottoterra. Si viene a sapere così la storia di Takeru, il più eroico degli antichi guerrieri, innamorato quand'era in vita d'una principessa, poi sua giovane sposa amatissima ma defunta prematuramente, che assomigliava moltissimo a Miwa. Himika promette a Takeru la vita eterna a fianco della ragazza, ma a patto di eliminare Jeeg dalla faccia della Terra. La sfida si svolge all'aperto, in un duello leale ad armi pari; un mostro apparso dai visceri del sottosuolo per dare manforte a Takeru viene da questi eliminato senza esitazione alcuna. Lo scontro poi riprende ed alla fine Jeeg riesce con fatica ad avere il sopravvento: Takeru, sdraiato e ferito gravemente, muore felice per aver potuto re-incontrare un'ultima volta in vita la sua amata e con la speranza di non averla perduta per sempre. |
| 20 | Costretto a battersi 「戦え宙！鋼鉄ジーグに父を見た」 - tatakae Hiroshi! kōtetsu jigu ni chichi wo mita |
| 20 | Un mostro compare improvvisamente nel parco dove stanno giocando Mayumi ed una sua compagna; Jeeg non riesce a giungere in tempo perché viene bloccato da un altro mostro che gli blocca il passaggio. Il Mechadon riesce fortunosamente a portar in salvo le due bambine, ma purtroppo il cucciolo dell'amichetta di Mayumi rimane gravemente ferito. Hiroshi, stremato dal durissimo combattimento appena sostenuto, rimane senza più alcuna forza a letto. Mayumi ha perduto l'amicizia con l'altra bambina, in quanto Jeeg non è intervenuto in tempo per salvare il suo cagnolino come gli aveva invece promesso ed assicurato la sorellina di Hiroshi. Quando il mostro torna all'attacco mettendo sotto assedio la base Hiroshi, pur privo d'energie, affronta il nemico; purtroppo giunge anche il 2° mostro a complicar ulteriormente la gravità della situazione. Alla fine però, dopo uno sforzo immane, Jeeg ce la fa a liberarsi di entrambi i mostri, ridonando così la fiducia della dolce Mayumi nell'eroe robotico e facendogli riacquistare anche l'amicizia perduta con la bambina coetanea. |
| 21 | Trappola infernale 「決死 ブラックホールからの脱出」 - kesshi burakkuhoru karano dasshutsu |
| 21 | Sulla spiaggia appare un mostro Aniba che mette in un battibaleno fuori combattimento il Mechadon; Jeeg lo insegue fino ad un'isola in mezzo all'oceano dove si trova il cratere d'un grande vulcano; Dairi sospetta un qualche tranello ed ordina ad Hiroshi di mollare il mostro e non farsi trascinare dentro. Tornato indietro insieme a Miwa accompagna all'aeroporto uno scienziato collega di Dairi in partenza per New York. L'aereo su cui viaggia viene però sequestrato dagli sgherri di Amaso e condotto all'interno del cratere nell'isola vulcanica. La moglie ed il figlio dell'uomo sono nel frattempo ospitati alla base ed il ragazzino prega la collana con la testa di Jeeg che Hiroshi porta al collo, chiedendo al robot di provar a far di tutto per salvare suo padre. Il giovane, pur cosciente del rischio che corre, Jeeg difatti all'interno del vulcano perderà presto tutta l'energia che dispone, si lancia in soccorso dei passeggeri dell'aereo fatti prigionieri. Appena Jeeg entra nel cratere ecco che l'astronave di Himika ne chiude l'ingresso chiudendolo all'interno; solamente con l'aiuto dei missili perforanti si riesce a rovesciare la situazione oramai disperata venutasi a creare, l'aereo viene tratto in salvo ed il figlio dello scienziato può riabbracciare il padre. |
| 22 | Uragano 「逆転！トリプル・ファイト！」 - gyakuten! toripuru. faito! |
| 22 | Un uragano sembra esser nato dal nulla nell'oceano e velocemente si dirige verso la riva; il Big Shooter parte in ricognizione ma viene messo presto in seria difficoltà dal mostro che vi si trova celato all'interno. Ad Hiroshi viene impedita la trasformazione in Jeeg dalla nave madre di Himika e viene anzi catturato con una rete elettrica: la base rimasta sguarnita d'ogni difesa può esser così colpita a piacimento. Dairi deve chieder aiuto al Mechadon, il quale riesce a disturbare la fortezza volante di Himika permettendo così a Miwa d'irromper al suo interno e liberare Hiroshi. In una situazione fattasi quasi disperata, privato delle braccia e di una gamba, Jeeg trova ancora la forza per non essere sconfitto grazie ai missili perforanti inseriti al posto delle braccia. |
| 23 | Infame ricatto 「爆破一秒前！フェリー救出作戦」 - bakuha ichibyō mae! feri kyūshutsusakusen |
| 23 | La regina Himika s'appresta a richiamare dal suo lungo sonno il "Gran Drago", un essere mostruoso e potentissimo, ma per farlo occorre avere in proprio possesso la campana di bronzo. Mayumi assieme ai suoi compagni di classe si trova in gita a bordo di una nave; nella stiva il cucciolo della su amica scova una bomba ad orologeria piazzata lì di nascosto. Mimashi guida i suoi soldati alla conquista della nave, prendendo in ostaggio tutti i passeggeri: saranno liberati solamente in cambio della campana di bronzo. Hiroshi continua ad asserire di non sapere dove essa si trovi; tornato alla base cerca di farsi dire dal padre dove l'abbia nascosta a suo tempo, ma è tutto inutile e il suo tentativo risulta senza alcun esito. Accompagnato da Miwa torna allora al porto, di nascosto riesce a salire a bordo nuotando sott'acqua; dopo aver eliminato buona parte della sua truppa Mimashi è costretto a darsi alla fuga. Ma mentre i passeggeri iniziano ad esser portati in salvo ecco che un mostro s'avvicina; intanto Hiroshi tenta disperatamente di trovare la bomba per disattivarla. Dopo esser stato trascinato sott'acqua dal mostro Jeeg, con l'aiuto del Mechadon, riesce ad avere la meglio; mentre Miwa, guidata dal cagnolino dell'amica di Mayumi, giunge fino alla stiva dove recupera le due bambine svenute e getta in mare la bomba un attimo prima che questa esploda |
| 24 | Epidemia 「死を呼ぶ町！暴走する猛獣！」 - shi wo yobu machi! bōsō suru mōjū! |
| 24 | L'acqua potabile è stata avvelenata e tutti i bambini che la bevono diventano dei mostri tipo zombie che aggrediscono le persone, al laboratorio di Dairi si studia subito il da farsi: dopo che è stato instillato nella popolazione il sospetto che la causa di questa terribile epidemia sia da imputarsi agli impianti di depurazione mal funzionanti della base antiatomica, Hiroshi effettua tutti i controlli necessari. Vengono concessi appena due giorni di tempo per poterne dimostrare la piena e completa innocenza, in caso contrario il consiglio comunale col pieno sostegno dei cittadini opererà alla sua chiusura immediata. Allo zoo situato nei pressi della base intanto un rinoceronte impazzito anch'egli a causa dell'epidemia attacca Mayumi e Shorty, mentre il Mechadon di guardia al parco vicino viene aggredito da un mostro Aniba; presto si scopre ch'è proprio il mostro ad infettare le acque e subito si cerca di convincere la folla accecata dalla paura e dall'ira contro la base di Dairi. Jeeg interviene allora per impedire al mostro di continuar a far impazzire tutti gli animali della regione, lo mette fuori combattimento e riporta la tranquillità e la fiducia nel cuore della popolazione. |
| 25 | Condizionamento telepatico 「母が叫んだビルド・アップ！」 - haha ga saken da birudo. appu! |
| 25 | Hiroshi affiancato da Shorty sta partecipando ad una gara automobilistica, trovandosi nuovamente come acerrimo avversario Don. Ma lungo il percorso ecco sbucare dal nulla un mostro che attacca direttamente l'auto guidata da Hiroshi, sbalzandolo fuori; poi produce un'enorme tromba d'aria che avvolge e cattura il giovane al suo interno. Dopo un po' se ne va lasciandolo a terra svenuto. A seguito di ciò il pilota inizia a soffrire di tremendi dolori di capo che lo lasciano sempre più spossato: è la regina Himika che sta tentando di prendere il controllo su Hiroshi attraverso il suo potere mentale; purtroppo l'apparato nervoso del ragazzo è stato violentemente colpito e si rende pertanto necessario un'immediata operazione. La madre di Hiroshi preoccupata si rivolge alla mente elettronica del marito in sala computer, dubbiosa sulla necessita che il figlio debba sopportar tante sofferenze. Ma Himika scatena alla massima potenza il suo oscuro potere condizionando telepaticamente Hiroshi, il quale fugge prima che Dairi possa intervenire su di lui. Sempre più sotto il controllo di Himika si dirige dal professor Shiba e minaccia di distrugger tutti i macchinari che gli permettono di sopravvivere se continua a rifiutar di rivelare dove si trovi la campana di bronzo. Solamente grazie ad una trottola di legno che gli fa tornar più vivi che mai i felici ricordi dell'infanzia Hiroshi riesce finalmente a liberarsi dal controllo mentale di Himika che fino ad allora lo aveva avvolto. Mentre si trova sotto i ferri il mostro si scaglia con tutte le forze e la violenza di cui dispone contro la base; immediatamente dopo viene guidato da Miwa nel luogo della battaglia dove però Jeeg se la vede brutta. Il mostro armato di falce fa più volte a pezzi i componenti del corpo di Jeeg, lasciandolo con la sola testa, ma alla fine riesce anche questa volta a sconfiggere il nemico. |
| 26 | Il segreto della campana di bronzo 「死を賭けて誓った約束」 - shi wo kake te chikatta yakusoku |
| 26 | Un celeberrimo arciere, Garas, viene assoldato da Himika per uccidere Hiroshi. Shorty si sente improvvisamente di peso nella famiglia Shiba già gravata da notevoli difficoltà economiche e decide suo malgrado di andarsene; Hiroshi lo segue fino al parco e, proprio in quel momento Garas lo colpisce direttamente al cuore. Nonostante ciò incredibilmente sopravvive e viene di corsa portato alla base. Shiba nel frattempo si decide finalmente a svelare alla moglie il segreto dell'invincibilità di Hiroshi: ciò è dovuto alla campana di bronzo! Appena compare all'orizzonte l'ennesimo mostro Miwa parte col Big Shooter, al cui interno s'è nascosto Shorty, desideroso di farsi valere e dare anche lui un contributo nella battaglia. Ma il mostro, tolto di mezzo il Mechadon, colpisce con un'enorme freccia la navicella di Miwa che precipita rovinosamente: per fortuna Shorty si mette ai comandi e salva il Big Shooter dall'impatto. Hiroshi corre in soccorso e, diventato Jeeg, dopo una breve ma dura lotta ha il sopravvento. Comincia a capire che ciò che il popolo Yamatai sta cercando è custodito proprio all'interno del suo petto; è difatti proprio la campana miniaturizzata dal professor Shiba quando Hiroshi aveva pochi giorni di vita che consente la trasformazione in Jeeg. |
| 27 | Odio implacabile 「真赤に燃えろ！新サイボーグ」 - makka ni moe ro! shin saibogu |
| 27 | Hiroshi, a seguito di terribili allenamenti impostigli dal padre per temprarne il fisico, viene ricoverato in ospedale, ma gli infermieri si rivelano essere soldati di Himika travestiti. Condotto in una finta clinica privata, il ragazzo inizia ad esser sottoposto a vari esperimenti, al fine di carpirne finalmente i segreti celati al suo interno. Ikima, tramite una radiografia scopre a fianco del cuore del ragazzo una micro-capsula, installata a suo tempo dal padre: si tratta proprio della campana di bronzo miniaturizzata. Dopo che la madre e Miwa vengono con una scusa allontanate, cerca di estrargliela tramite un'operazione; ma la giovane pilota del Big Shooter ha subodorato qualche inganno. Riesce a liberare Hiroshi e a portarlo via; qui si trova a dover battersi prima con Ikima e poi con Mimashi. Quando la situazione si sta facendo oramai disperata ecco che, grazie agli strenui esercizi precedenti, riesce a trasformarsi nella sua seconda forma umanoide (uno stadio superiore rispetto alla prima): si trova così corazzato ed armato di frusta. Dopo esser apparso il mostro Aniba, Jeeg lo affronta utilizzando per la prima volta gli "Scudi Rotanti". |
| 28 | Attacco suicida 「逆襲！新兵器パーンサロイド」 - gyakushū! shinheiki pansaroido |
| 28 | Himika è finalmente riuscita a sapere che la campana di bronzo si trova impiantata nel petto di Hiroshi; intanto il ragazzo si fa accompagnare da Miwa nel luogo del ritrovamento della campana, presupponendo giustamente che nei pressi si trovi anche l'ingresso al regno sotterraneo, ma il Big Shooter viene colpito da raggi elettromagnetici e precipita rovinosamente. Intanto un mostro attacca la più vicina città, mentre Hiroshi si rende presto conto che il raggio nemico ha alterato la sua percezione della realtà; non potendo diventare Jeeg viene attaccato direttamente da Himika e messo alle strette. Con la sua gigantesca ascia la Regina del popolo Yamatai tenta di squarciare il cuore di Hiroshi. Ma in suo aiuto, direttamente dalla base, ecco debuttare e partire in suo soccorso il "Modulo Antares" a forma di cavallo. Grazie al suo intervento viene interrotto il raggio malefico che impediva a Hiroshi di vedere la realtà effettiva della sua situazione: riacquistate così le piene facoltà di coscienza Hiroshi diventa Jeeg e s'unisce al modulo, come un perfetto centauro. Himika si ritira velocemente. |
| 29 | L'Imperatore delle tenebre 「帝王出現！銅鐸の謎が解けた！」 - teiō shutsugen! dōtaku no nazo ga toke ta! |
| 29 | Trovato l'ingresso del Regno Yamatai, Miwa e Hiroshi decidono di portar la guerra direttamente nel mondo sotterraneo di Himika; la Regina intanto si trova nel profondo della "Grotta del Mistero", là dov'è sepolto l'ultimo e più possente segreto del suo regno, la cosiddetta "Caverna del Drago". Esaurita dalla fatica viene accompagnata e letteralmente tenuta in piedi da Mimashi. Qui, davanti all'ermetica chiusura della caverna inizia la sua preghiera mistica, per permetterne l'apertura; ma anche Jeeg nel frattempo vi si sta velocemente dirigendo. Finalmente le preghiere di Himika vengono esaudite e l'ingresso si apre, facendone uscire il malvagio e crudele Imperatore del Drago: egli elimina la Regina e si sostituisce a lei nel nuovo comando del regno sotterraneo, coi suoi guerrieri che presto rimpiazzano quelli di Himika. Mentre Jeeg si trova a dover affrontare questi nuovi temibili avversari, in superficie Miwa e il Mechadon si trovano a doversela vedere con un mostro che li mette presto in serie difficoltà. Jeeg è così costretto a risalire per portargli soccorso. Il nuovo imperatore intanto chiede un solenne giuramento di fedeltà ai tre ministri e alla truppa di Himika. Infine il professor Shiba aggiorna Hiroshi sulla situazione: le iscrizioni sulla campana sono state tradotte e quindi viene effettuata l'apertura della grotta che conteneva dormiente il grande imperatore. A partire da questo momento in poi dovranno vedersela con lui. |
| 30 | La scomparsa di Miwa 「怪奇！竜魔帝王のロボット獣」 - kaiki! ryū ma teiō no robotto kemono |
| 30 | L'Imperatore da ad Ikima il comando delle nuove operazioni; egli riesce a rapire Miwa e la fa sostituire con un mostro che prende le sue sembianze. Così camuffato il servitore di Ikima va alla base antiatomica ed inizia ad applicare delle bombe ad orologeria nei pezzi che compongono Jeeg. Dopo che l'astronave volante attacca la base Hiroshi esce ad affrontarla, riesce a trasformarsi in Jeeg ma immediatamente dopo il suo intero corpo meccanico salta in aria in mille pezzi. La finta Miwa può ora riprendere le sue originali sembianze di mostro ed attacca la base sguarnita. Jeeg però è riuscito a salvarsi rifugiandosi nel sottosuolo, torna in superficie e cerca di liberare la vera Miwa imprigionata all'interno del corpo del mostro. Armato con i nuovi componenti marini riesce a distruggere il nemico. |
| 31 | Ad altissima quota 「富士山上空一万メートル!?」 - fujisan jōkū ichiman metoru!? |
| 31 | Tutta una serie di calamità inizia a colpire il paese, mentre la causa effettiva continua a rimanere un mistero: un'amichetta di Mayumi rimane vittima di un grave incidente. Hiroshi, Miwa e il Mechadon corrono nel luogo del disastro e trovano un mostro Aniba volante, ma questa volta per Jeeg il compito non è affatto facile; difatti sia i missili perforante che il Big Shooter vengono messi fuori combattimento e lo stesso Jeeg viene trascinato sottoterra. Per fortuna dalla base arrivano in soccorso i nuovi Astro-componenti appena sperimentati, la battaglia si sposta in aria, ad altissima quota, e per il mostro non v'è scampo. |
| 32 | Rivolta al centro della Terra 「ヒミカに捧げる怒りの反乱！」 - himika ni sasage ru ikari no hanran! |
| 32 | Il nuovo Imperatore del regno delle tenebre affida il comando dell'intero esercito al Generale Flora, sua fedelissima alleata; sulla Terra intanto Don è aggredito dall'astronave madre nemica e richiede la collaborazione di Hiroshi per mettersi in salvo. I vecchi ministri di Himika mettono in atto un piano per cacciare il nuovo imperatore; i tre, ognuno con un folto gruppo di sostenitori, si lanciano verso la sala del trono e i due eserciti contrapposti combattono tra loro senza pietà. Mentre Jeeg impegna in battaglia il mostro apparso e riesce a trascinarlo sott'acqua Mimashi, eliminata anche la guardia privata dell'imperatore, si viene a trovare finalmente faccia a faccia con lui; ma questi richiama indietro Flora la quale si ritira subito dallo scontro con Jeeg. L'imperatore può così uccidere Mimashi quando questi tenta di vendicare su di lui la morte dell'amatissima Regina Himika. Gli altri due ministri rimasti, Ikima ed Amaso, sono incarcerati. |
| 33 | Sabotaggio 「爆死 地獄のノンストップレース」 - bakushi jigoku no nonsutoppuresu |
| 33 | Ikima e Amaso, cercando di riguadagnare il potere così miseramente perduto, riescono a fuggire dalla buia cella dov'erano rinchiusi per attuare un piano che possa finalmente togliere di mezzo Jeeg; in tal modo pensano e sperano di poter tornare nelle grazie dell'imperatore e riacquistar la sua fiducia. All'autodromo Hiroshi si sta preparando ad una gara, ma Amaso si mimetizza da meccanico ed aggredisce Shorty mentre Ikima fa lo stesso con Don prendendo poi il suo posto: i due riescono a piazzare una bomba sotto l'auto di Hiroshi, tanto che questi non può più rallentare se non vuole causare l'esplosione. Shorty comincia la disperata ricerca dell'esplosivo mentre Hiroshi, da grandissimo pilota quale è, riesce a mantenersi sempre in velocità senza scendere sotto gli 80km/h (limite entro il quale la bomba li farà saltare in aria). Quando il carburante sta per esaurirsi appare Miwa che direttamente dal Big Shooter in volo lo rifornisce. Intanto giunge il Mechadon guidato da Ikima che cerca di ucciderli tutti; nel momento in cui si scopre la bomba appare un mostro, Shorty riesce a fuggire ed Hiroshi diventa Jeeg, il quale riesce ad abbattere gli avversari. |
| 34 | Attacco dall'oltretomba 「危うしジーグ！カプセル発進！」 - abunau shi jigu! kapuseru hasshin! |
| 34 | L'astronave madre Yamatai viene dotata d'un congegno in grado di catturare tutta la potenza energetica proveniente da Jeeg e ritorcergliela immediatamente contro; Flora assume il comando dell'operazione, quale primo generale dell'esercito dell'imperatore. Alla base di Dairi invece si è appena installato nel Big Shooter un nuovo prototipo di motore che gli permetterà di decollare ed atterrare verticalmente. Il mostro guidato da Flora intanto attacca le fabbriche dove vengono costruiti i componenti per Jeeg; quest'ultimo giunge ma si trova ben presto impotente in quanto v'è il pericolo di far esplodere la vicina centrale nucleare. Mentre il Big Shooter vien fatto precipitare in fondo al lago Jeeg viene privato di tutta l'energia che possiede: in questa critica situazione il professor Shiba parte con la navicella della base per portar aiuto, l'astronave madre nemica è difatti costretta alla fuga e ben presto Miwa e Jeeg possono tornare alla carica ed eliminare l'avversario. |
| 35 | Situazione di stallo 「すばらしい家族を守れ！」 - subarashii kazoku wo mamore! |
| 35 | Una banda di teppisti in motocicletta tenta di aggredire prima la madre di Hiroshi e poi anche la sorellina Mayumi; ma i delinquenti si rivelano presto essere soldati al servizio dell'imperatore delle tenebre. Nel frattempo un mostro sta distruggendo tutte le riserve petrolifere stoccate al porto e Jeeg è costretto ad intervenire abbandonando così temporaneamente la protezione della famiglia. A seguito di ciò si convincono che è meglio rifugiarsi definitivamente all'interno della fortezza comandata da Dairi: lungo la strada sono però nuovamente attaccati e la madre di Hiroshi rimane ferita. Riescono a trovar riparo all'interno d'un capannone, ma proprio in quel momento un nuovo mostro attacca la base. La madre lo convince a partire e così, mentre Jeeg affronta il mostro, Miwa porta in salvo la famiglia di Hiroshi. |
| 36 | La rosa nera 「花一輪にかけた命！」 - hana ichirin nikaketa inochi! |
| 36 | Una stranissima epidemia sembra far irrimediabilmente appassire tutti i fiori ed il motivo continua a rimanere un enigma. Hiroshi e Miwa intanto vanno a far visita ad una bambina gravemente ammalata ricoverata in ospedale, la cui unica grande passione è proprio la coltivazione dei fiori: ci si accorge così che l'unica pianticella rimasta in vita nel giardino dell'ospedale è un'inquietante rosa di color nero. Mentre Hiroshi controlla la pianta il generale Flora appare e lo affronta, riuscendo quasi a congelarlo se non fosse per l'intervento di Don che obbliga la donna a scappare. Successivamente un mostro attacca la città ed Hiroshi, in forma umanoide, si scontra per la seconda volta con Flora riuscendo a disarmarla con la propria frusta. Sconfitta, ella gli racconta la propria triste storia; in seguito Jeeg assieme ad Antares abbattono il mostro. Flora torna nel regno sotterraneo, la ragazzina malata non riesce a superare l'operazione e muore; ma Hiroshi è riuscito però a mantenere la promessa che gli aveva precedentemente fatto, cioè di non permettere che la rosa nera perisse. |
| 37 | Missione senza ritorno 「フローラ将軍は敵か味方か!?」 - furora shōgun ha teki ka mikata ka!? |
| 37 | Hiroshi è fermamente convinto che Flora non sia cattiva, ma anzi che da ella ci si possa attendere un valido aiuto per la cessazione delle ostilità tra i loro due mondi; con quest'intento riposto convince Miwa a farsi condurre fino all'ingresso del Regno Yamatai per cercar di convincerla a non servire più i piani crudeli dell'Imperatore. Ma è stato in realtà il potere ipnotico di Flora a condizionare nelle sue decisioni Hiroshi, è difatti un piano architettato per attirarlo da loro e finalmente renderlo inoffensivo; Flora accetta il compito ma chiede in cambio di potergli parlare quand'egli sarà giunto. L'Imperatore ordina però senza alcuna condizione ch'egli venga soppresso. Giunti sul posto un mostro attacca il Big Shooter e Hiroshi si lancia tramutandosi in Jeeg, ma presto rimane bloccato nella bocca d'un vulcano con l'astronave imperiale che ne occlude l'apertura: le parole che Hiroshi le ha rivolto hanno però oramai fatto breccia nell'animo di Flora. Si rivelerà necessario l'intervento della navicella della base la quale, tramite impulsi energetici elettromagnetici riesce a liberare il passaggio e far fuggire la nave nemica: Jeeg riesce infine a vincere anche questa volta lo scontro e ad avere la certezza che la donna non sia più dominata dalla volontà malefica dell'Imperatore del Drago. |
| 38 | L'ultima carica 「百万年前から来た少年！」 - hyakumannen zenka ra kita shōnen! |
| 38 | Flora viene fatta gettare per un periodo in prigione dall'Imperatore che oramai non è più così certo nei riguardi della sua fedeltà, la vuole inoltre punire per esser stata così miserevolmente sconfitta da Jeeg. Sulla Terra nel frattempo una squadra di archeologi rinviene uno scheletro databile all'epoca preistorica; giunge però Amaso che, dopo aver eliminato tutti gli studiosi, fa tornare in vita il corpo, che si rivela essere quello d'un ragazzo vissuto milioni d'anni prima. Il giovane, armato d'arco e frecce, parte allora alla ricerca del suo mammuth; lungo la strada inizia a metter a ferro e fuoco tutto ciò che incontra fino a quando, giunto in città ritrova l'animale il quale, dal museo ov'era conservato anche lui riprende forma vivente. Mentre Don blocca temporaneamente l'animale cavalcato dal ragazzo, Hiroshi inizia il combattimento contro la nave imperiale. Il mammuth però presto si libera e si avvicina pericolosamente alla base e Jeeg è costretto a fermarlo con la forza; il ragazzo preistorico allora, totalmente incosciente del luogo e dell'epoca in cui si trova, lancia se stesso e il Mammuth in una corsa sfrenata dentro al lago, dove ritornano al loro stato di fossili scheletrici ritrovando così la pace eterna. |
| 39 | A qualsiasi costo 「母に捧げる戦いの歌」 - haha ni sasage ru tatakai no uta |
| 39 | Miwa, a causa della stanchezza e dello stress accumulato, rischia un incidente mentre sta pilotando il Big Shooter; viene pertanto obbligata a prendersi un breve periodo di ferie. Invitata dalla madre di Hiroshi ad andar con lei in città per negozi, mentre si trovano a passeggiare per le vie del centro ecco sbucare dal nulla un mostro: cercano di fuggire ma vengono aggredite dai soldati di Flora. Purtroppo la tensione è stata tale da causargli un'embolia cerebrale, è perciò ricoverata d'urgenza ed operata. Mentre il mostro viene affrontato senza molto successo dal Mechadon anche la signora Shiba viene aggredita dai nemici: Hiroshi, privo del supporto del Big Shooter, si trova obbligato a combattere nella sua forma umanoide incompleta, ma rimane impotente dopo aver veduto la madre nelle mani del mostro. Miwa barcollante fugge dall'ospedale e, a rischio della sua stessa vita, parte col Big Shooter e libera la signora Shiba: trasformatosi in Jeeg Hiroshi può ora lottare alla pari contro il mostro. |
| 40 | Raggi omega 「心をむすぶ愛のペンダント」 - kokoro wo musubu ai no pendanto |
| 40 | A Mayumi è appena stato donato un cucciolo, ma in seguito per trascuratezza ne perde le tracce: dopo esser stata sgridata dal fratello si lancia per le strade in mezzo al temporale alla ricerca del cagnolino, col risultato che si becca la polmonite. Compare una coppia di mostri dotati di una nuova arma, i raggi omega, e Jeeg li deve affrontare e vincere. Alla fine la serenità tra Hiroshi e la sorellina è ristabilita per la felicità di tutti: l'animo di Flora rimane fortemente turbato dalla generosità dimostrata da Hiroshi e dall'amore che così profondamente lo lega alla sua famiglia. |
| 41 | Il ritorno di Himika 「ジーグを異次元墓場に送り込め」 - jigu wo ijigen hakaba ni okuri kome |
| 41 | Invocata da Ikima ed Amaso, la perfida Regina Himika si reincarna in un mostro Haniwa: impossessatasi della nave imperiale si dirige poi verso la base antiatomica. Lo scontro tra Jeeg e la Regina reincarnata è all'ultimo sangue e senza esclusione di colpi; ad un certo punto Himika riesce a trascinarlo fin nel regno dell'aldilà e farlo prigioniero dei propri fantasmi. Anche il Mechadon riesce ad attraversare questa nuova realtà extra-dimensionale, ma nulla può contro il potere di Himika; sarà necessario Antares per liberare entrambi e riportarli sulla Terra a difendere la base oramai semidistrutta dal vascello imperiale. |
| 42 | Tragico errore 「罠からの脱出！傷だらけの栄光！」 - san,o, asari wosumi.esu?ta, bin a,hoanoku?e |
| 42 | Un grosso meteorite si trova in rotta di collisione con la Terra e dalla base antiatomica mandano Hiroshi a dare un'occhiata e a controllare la situazione; sul terreno si trova una specie di uovo gigantesco da cui esce un mostro. Questi aggredisce Jeeg con i pezzi di roccia di cui è costituito, i quali si attaccano al robot: così imprigionato il mostro lo lancia in cielo. Miwa corre in aiuto mentre la Base viene posta sotto attacco; la nave imperiale cattura Jeeg e lo fa immergere in una colata di lava. Dairi, che preferisce perire piuttosto che cedere e arrendersi ai malvagi, fa lanciare la navicella della base che riesce così riesce a salvare Jeeg il quale, inseritosi in Antares, torna velocemente a terra. Gli invasori sono bloccati e costretti alla ritirata; la base di Dairi, pur notevolmente danneggiata, è riuscita a scamparla anche questa volta. |
| 43 | Preso in ostaggio 「反逆者！フローラ将軍の最期！」 - hangyakusha! furora shōgun no saigo! |
| 43 | Hiroshi viene preso in ostaggio dai guerrieri sotto il comando di Flora; anche se del tutto inerme davanti a lei, cerca comunque di convincerla a non servire più le trame criminose dell'Imperatore, l'unico vero responsabile della morte dei suoi genitori quand'era ancora una bambina. Accusata d'alto tradimento viene imprigionata, ma riesce quasi subito a farsi liberare da Ikima e Amaso, per poi correre immediatamente dov'è rinchiuso Hiroshi e farlo fuggire. Sulla Terra la Base è sotto attacco della nave imperiale, mentre un mostro affronta Jeeg; purtroppo per Flora non v'è più nulla da fare, rimane difatti avvolta dalle fiamme dell'incendio che s'è sviluppato nella nave dopo una tremenda esplosione e, sbalzata fuori, precipita a terra in fin di vita. Dopo aver eliminato il mostro a Jeeg non rimane altro che assistere impotente alla morte della giovane donna: muore tra le sue mani, con nel volto una strana felicità che non aveva mai conosciuto prima, quella donatagli dall'amore di Hiroshi nei suoi confronti. Nel momento esatto in cui ella smette di respirare tutti i prati fioriscono rigogliosamente. |
| 44 | Oltre la vita 「鋼鉄ジーグ対竜魔帝王！」 - kōtetsu jigu tsui ryū ma teiō! |
| 44 | L'Imperatore, furioso più che mai per il tradimento di Flora, fa a pezzi diversi mostri Haniwa considerati non all'altezza di affrontare e sconfiggere Jeeg, affermando minacciosamente di uccidere lui stesso, e Ikima ed Amaso rimangono terrorizzati dalla sua ira. Il professor Shiba intanto avvisa la moglie di prepararsi al peggio, ché si è oramai vicini alla battaglia finale; la donna preoccupata chiede a Miwa di vegliare sul figlio. Presto la nave imperiale torna alla carica ed il Big Shooter parte anch'esso con l'intenzione d'affrontarla. Jeeg si trova questa volta davanti nientemeno che l'Imperatore in persona ed inizia con lui un corpo a corpo all'arma bianca: ritrovata infine la forza perduta riesce a ferire l'avversario con la sua stessa spada e metterlo in fuga. |
| 45 | Fino all'ultimo respiro 「立て勇者！明日なき総力戦！」 - tate yūsha! ashita naki sōryokusen! |
| 45 | Hiroshi assieme a Miwa e ai membri della sua famiglia si trova al ristorante; ma improvvisamente manca la luce e viene aggredito dai soldati del Grande Imperatore, mentre un nuovo mostro va all'attacco della città. L'intero esercito nemico si lancia all'assalto della base che a stento riesce a fermarlo. Si alza allora in volo la nave col dottor Shiba per gettarsi con tutta la sua potenza in un attacco suicida contro la nave imperiale, riuscendo infine a disintegrarla. L'Imperatore, assunte le dimensioni e le capacità di un mostro Haniwa, affronta Jeeg: a colpi di spada riesce a distruggere il corpo del robot, ma lo scontro si conclude coi missili perforanti che annientano il perfido nemico. |
| 46 | Verso la vittoria 「鋼鉄ジーグ勝利の記録（総集編）」 - kōtetsu jigu shōri no kiroku (sōshūhen) |
| 46 | Riassunto finale frutto del montaggio di spezzoni delle precedenti puntate, che narra gli eventi più salienti dell'intera storia. |